# Bois-Arnault
Pour les articles homonymes, voir Bois (homonymie) et Bois (communes).
Bois-Arnault est une commune française située dans le département de l'Eure en région Normandie.

## Géographie

### Localisation
|        | Ambenay        |                      |
| Rugles | Bois-Arnault   | Les Baux-de-Breteuil |
|        | Chéronvilliers |                      |

### Hydrographie
La commune est située dans le bassin Seine-Normandie. Elle est drainée par le Rouloir, le fossé 01 de la commune de Bois-Arnault, le fossé 01 de la commune du Bois Arnault, le fossé 01 de l'Étang du Désert, le fossé 01 des Anties, le fossé 01 des Siaules, le fossé 01 du Gacel et le fossé 03 du Gros Chêne,,.
Le Rouloir, d'une longueur de 49 km, prend sa source dans la commune de Saint-Ouen-sur-Iton et se jette  dans un bras de l'Iton à Glisolles, après avoir traversé 15 communes.

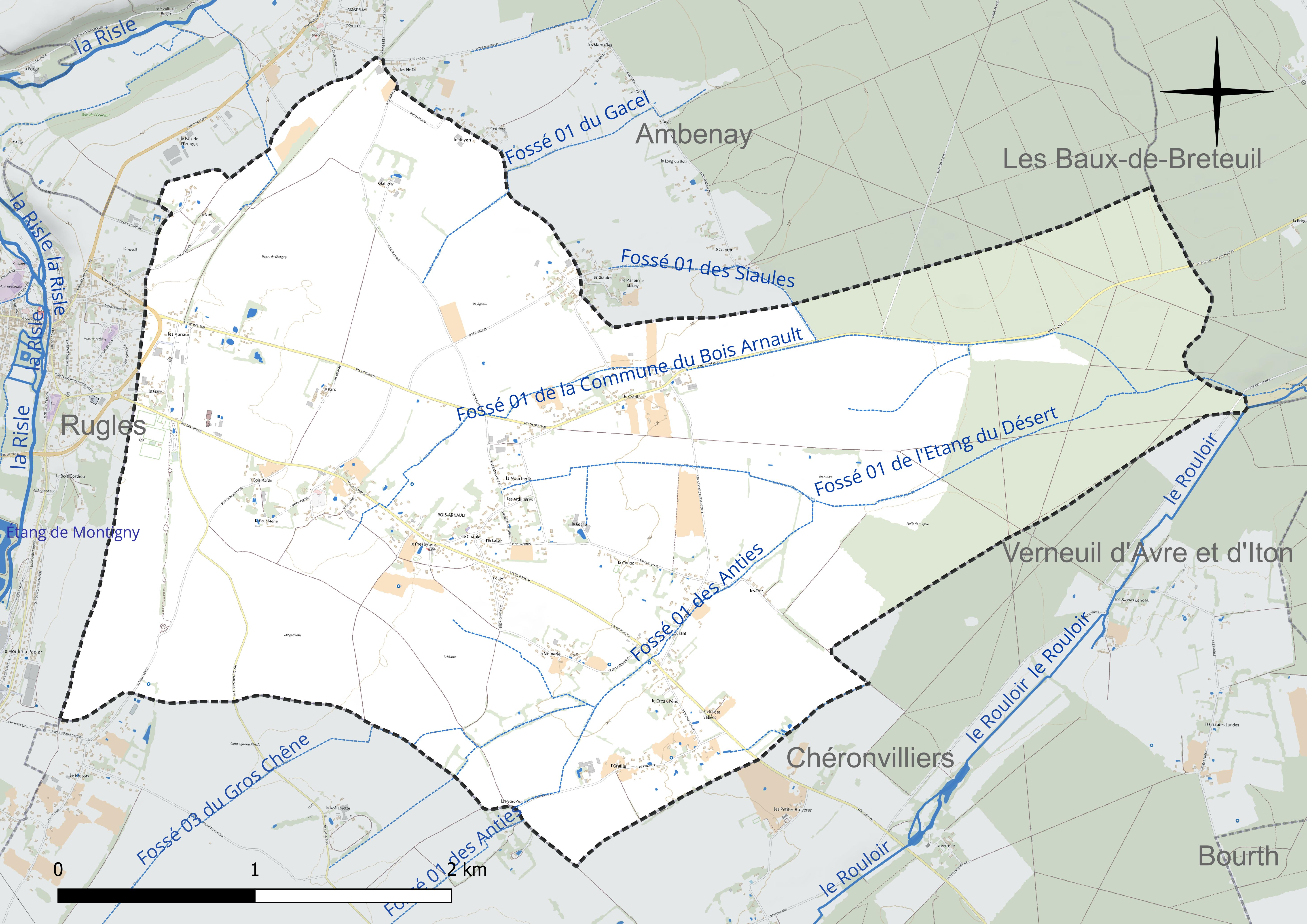
Réseau hydrographique de Bois-Arnault.

### Climat
Pour des articles plus généraux, voir Climat de la Normandie et Climat de l'Eure.
En 2010, le climat de la commune est de type climat océanique dégradé des plaines du Centre et du Nord, selon une étude du CNRS s'appuyant sur une série de données couvrant la période 1971-2000. En 2020, Météo-France publie une typologie des climats de la France métropolitaine dans laquelle la commune est exposée à un climat océanique et est dans une zone de transition entre les régions climatiques « Sud-ouest du bassin Parisien » et « Normandie (Cotentin, Orne) ». Parallèlement le GIEC normand, un groupe régional d’experts sur le climat, différencie quant à lui, dans une étude de 2020, trois grands types de climats pour la région Normandie, nuancés à une échelle plus fine par les facteurs géographiques locaux. La commune est, selon ce zonage, exposée à un « climat des plateaux abrités », correspondant aux plaines agricoles de l’Eure, avec une pluviométrie beaucoup plus faible que dans la plaine de Caen en raison du double effet d’abri provoqué par les collines du Bocage normand et par celles qui s’étendent sur un axe du Pays d'Auge au Perche.
Pour la période 1971-2000, la température annuelle moyenne est de 10 °C, avec  une amplitude thermique annuelle de 14 °C. Le cumul annuel moyen de précipitations est de 735 mm, avec 11,9 jours de précipitations en janvier et 8,2 jours en juillet. Pour la période 1991-2020, la température moyenne annuelle observée sur la station météorologique la plus proche, située sur la commune des Bottereaux à 8 km à vol d'oiseau, est de 10,8 °C et le cumul annuel moyen de précipitations est de 736,5 mm,. Pour l'avenir, les paramètres climatiques de la commune estimés pour 2050 selon différents scénarios d’émission de gaz à effet de serre sont consultables sur un site dédié publié par Météo-France en novembre 2022.

## Urbanisme

### Typologie
Au 1er janvier 2024, Bois-Arnault est catégorisée commune rurale à habitat dispersé, selon la nouvelle grille communale de densité à 7 niveaux définie par l'Insee en 2022.
Elle appartient à l'unité urbaine de Rugles, une agglomération intra-départementale dont elle est une commune de la banlieue,. La commune est en outre hors attraction des villes,.

### Occupation des sols
L'occupation des sols de la commune, telle qu'elle ressort de la base de données européenne d’occupation biophysique des sols Corine Land Cover (CLC), est marquée par l'importance des territoires agricoles (73,3 % en 2018), en diminution par rapport à 1990 (76,8 %). La répartition détaillée en 2018 est la suivante : 
terres arables (63,3 %), forêts (16,2 %), zones urbanisées (10,5 %), zones agricoles hétérogènes (7,4 %), prairies (2,5 %). L'évolution de l’occupation des sols de la commune et de ses infrastructures peut être observée sur les différentes représentations cartographiques du territoire : la carte de Cassini (XVIIIe siècle), la carte d'état-major (1820-1866) et les cartes ou photos aériennes de l'IGN pour la période actuelle (1950 à aujourd'hui).

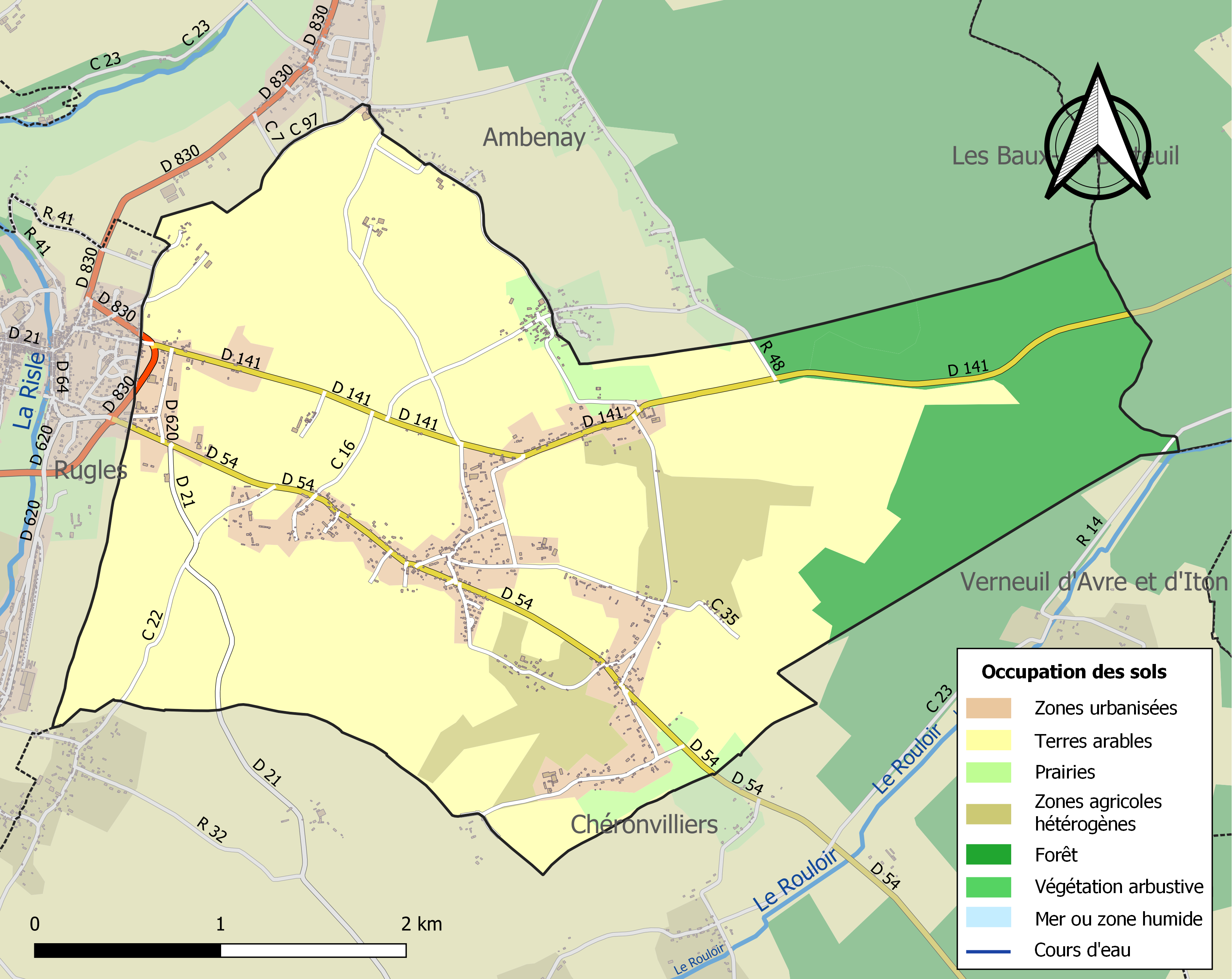
Carte des infrastructures et de l'occupation des sols de la commune en 2018 (CLC).

## Toponymie
Le nom de la localité est attesté sous les formes Boscus Ernaldi en 1125 (charte de fondation du prieuré de Notre-Dame-du-Lesme), Foresta quæ dicitur Boscus Ernauldi en 1220 (Semelaigne, Essai sur l’histoire de Conches), Boschus Arnaudi en 1231, Boscus Reinoldi en 1252 (cartulaire de Lyre), Boscus Arnoldi et Boscus Ernaudi en 1270 (trésor des chartes), Bois Ernaud en 1375, Bois Ernault en 1469, Bois Ervaux en 1722.
Normalement, on devrait trouver la forme normande Bosc-Arnault, comme dans Bosc-Renoult-en-Ouche, mais le mot français bois s'est imposé à une époque indéterminée.
Ce type toponymique correspond à un essart médiéval de l'époque ducale.
Quant à l'élément Ernaldi, il s'agirait d'un nom de personne (Arnault).

## Histoire
Le village a été créé, après des défrichements dans la forêt de Breteuil en 1200 par le troisième fils Arnault, surnommé « Arnault du Bois ».

## Politique et administration
| Période                                  | Période  | Identité            | Étiquette | Qualité   |
| ---------------------------------------- | -------- | ------------------- | --------- | --------- |
| mars 2001                                | en cours | Françoise Compagnon | DVD       | Retraitée |
| Les données manquantes sont à compléter. |          |                     |           |           |

## Démographie
L'évolution du nombre d'habitants est connue à travers les recensements de la population effectués dans la commune depuis 1793. Pour les communes de moins de 10 000 habitants, une enquête de recensement portant sur toute la population est réalisée tous les cinq ans, les populations de référence des années intermédiaires étant quant à elles estimées par interpolation ou extrapolation. Pour la commune, le premier recensement exhaustif entrant dans le cadre du nouveau dispositif a été réalisé en 2007.

En 2022, la commune comptait 699 habitants, en évolution de −1,69 % par rapport à 2016 (Eure : −0,25 %, France hors Mayotte : +2,11 %).
| 1793  | 1800  | 1806  | 1821  | 1831  | 1836  | 1841  | 1846  | 1851  |
| ----- | ----- | ----- | ----- | ----- | ----- | ----- | ----- | ----- |
| 1 285 | 1 303 | 1 309 | 1 128 | 1 157 | 1 206 | 1 155 | 1 159 | 1 135 |

| 1856  | 1861 | 1866 | 1872 | 1876 | 1881 | 1886 | 1891 | 1896 |
| ----- | ---- | ---- | ---- | ---- | ---- | ---- | ---- | ---- |
| 1 041 | 994  | 896  | 824  | 760  | 698  | 750  | 791  | 723  |

| 1901 | 1906 | 1911 | 1921 | 1926 | 1931 | 1936 | 1946 | 1954 |
| ---- | ---- | ---- | ---- | ---- | ---- | ---- | ---- | ---- |
| 746  | 771  | 750  | 715  | 643  | 641  | 576  | 643  | 604  |

| 1962 | 1968 | 1975 | 1982 | 1990 | 1999 | 2006 | 2007 | 2012 |
| ---- | ---- | ---- | ---- | ---- | ---- | ---- | ---- | ---- |
| 628  | 602  | 615  | 630  | 652  | 628  | 713  | 725  | 734  |

| 2017 | 2022 | - | - | - | - | - | - | - |
| ---- | ---- | - | - | - | - | - | - | - |
| 700  | 699  | - | - | - | - | - | - | - |

## Culture locale et patrimoine

### Lieux et monuments
- Ancien presbytère de la fin du XVIIIe siècle, devenu en 1984 la mairie.
- Église Saint-Pierre du XVIIIe siècle.
- Motte féodale, dite Butte aux Anglais.